# Noms des habitants des territoires de la France d'outre-mer
La France compte 5 départements-régions d'outre-mer (la Guadeloupe, la Guyane, la Martinique, La Réunion), 1 département d'outre-mer (Mayotte),  4 collectivités d'outre-mer (Saint-Barthélemy, Saint-Martin, Saint-Pierre-et-Miquelon, Wallis-et-Futuna), 1 pays d'outre-mer (Polynésie française) et la Nouvelle-Calédonie.

## Guadeloupe
| Territoires   | Masculin        | Masculin pluriel | Féminin          | Féminin pluriel   |
| ------------- | --------------- | ---------------- | ---------------- | ----------------- |
| Guadeloupe    | Guadeloupéen    | Guadeloupéens    | Guadeloupéenne   | Guadeloupéennes   |
| La Désirade   | Désiradien      | Désiradiens      | Désiradienne     | Désiradiennes     |
| Marie-Galante | Marie-galantais | Marie-galantais  | Marie-galantaise | Marie-galantaises |
| Les Saintes   | Saintois        | Saintois         | Saintoise        | Saintoises        |

## Guyane
| Territoires | Masculin | Masculin pluriel | Féminin   | Féminin pluriel |
| ----------- | -------- | ---------------- | --------- | --------------- |
| Guyane      | Guyanais | Guyanais         | Guyanaise | Guyanaises      |

## Martinique
| Territoires | Masculin     | Masculin pluriel | Féminin       | Féminin pluriel |
| ----------- | ------------ | ---------------- | ------------- | --------------- |
| Martinique  | Martiniquais | Martiniquais     | Martiniquaise | Martiniquaises  |

## Mayotte
| Territoires | Masculin | Masculin pluriel | Féminin   | Féminin pluriel |
| ----------- | -------- | ---------------- | --------- | --------------- |
| Mayotte     | Mahorais | Mahorais         | Mahoraise | Mahoraises      |

## Nouvelle-Calédonie
| Territoires        | Masculin       | Masculin pluriel | Féminin          | Féminin pluriel   |
| ------------------ | -------------- | ---------------- | ---------------- | ----------------- |
| Nouvelle-Calédonie | Néo-calédonien | Néo-calédoniens  | Néo-calédonienne | Néo-calédoniennes |
| Îles Loyauté       | Loyaltien      | Loyaltiens       | Loyaltienne      | Loyaltiennes      |

## Polynésie française
| Territoires         | Masculin   | Masculin pluriel | Féminin      | Féminin pluriel |
| ------------------- | ---------- | ---------------- | ------------ | --------------- |
| Polynésie française | Polynésien | Polynésiens      | Polynésienne | Polynésiennes   |
| Îles Marquises      | Marquisien | Marquisiens      | Marquisienne | Marquisiennes   |

## Saint-Barthélemy
| Territoires      | Masculin                     | Masculin pluriel              | Féminin                       | Féminin pluriel                 |
| ---------------- | ---------------------------- | ----------------------------- | ----------------------------- | ------------------------------- |
| Saint-Barthélemy | Saint-Barth Saint-Barthinois | Saint-Barths Saint-Barthinois | Saint-Barth Saint-Barthinoise | Saint-Barths Saint-Barthinoises |

## Saint-Martin
| Territoires  | Masculin        | Masculin pluriel | Féminin          | Féminin pluriel   |
| ------------ | --------------- | ---------------- | ---------------- | ----------------- |
| Saint-Martin | Saint-martinois | Saint-martinois  | Saint-martinoise | Saint-martinoises |

## Saint-Pierre-et-Miquelon
| Territoires              | Masculin                    | Masculin pluriel            | Féminin                      | Féminin pluriel               |
| ------------------------ | --------------------------- | --------------------------- | ---------------------------- | ----------------------------- |
| Saint-Pierre-et-Miquelon | Saint-pierre-et-miquelonais | Saint-pierre-et-miquelonais | Saint-pierre-et-miquelonaise | Saint-pierre-et-miquelonaises |

## Wallis-et-Futuna
| Territoires      | Masculin           | Masculin pluriel    | Féminin              | Féminin pluriel       |
| ---------------- | ------------------ | ------------------- | -------------------- | --------------------- |
| Wallis-et-Futuna | Wallis-et-Futunien | Wallis-et-Futuniens | Wallis-et-Futunienne | Wallis-et-Futuniennes |
| Wallis           | Wallisien          | Wallisiens          | Wallisienne          | Wallisiennes          |
| Futuna           | Futunien           | Futuniens           | Futunienne           | Futuniennes           |